# Rein (groupe)
Pour les articles homonymes, voir Rein (homonymie).
Rein est un groupe italien  de punk folk, originaire de Rome, actif entre 1999 et 2012. Il est connu pour « avoir expérimenté une nouvelle façon de produire et de promouvoir la musique »,.

## Histoire
Mené par le chanteur et parolier Gianluca Bernardo, Rein sort son premier album, Un'altra estate, en 2005, année au cours de laquelle il signe un contrat avec un label discographique indépendant de Rome, contrat qu'il résilie à la fin de l'année. À la fin de la même année, grâce à une collaboration avec la Free Hardware Foundation, le groupe sort l'EP Est! sous licence Creative Commons, qui permet, en mêlant avec une autre licence, une exécution publique gratuite à des fins non commerciales. Roberto Billi de I ratti della Sabina contribue également à l'album, co-écrivant le morceau I tram di Roma. Depuis le premier album, Rein publie toute sa musique sur Jamendo.
Entre 2007 et 2008, le groupe quitte la SIAE afin de publier ses œuvres sous licence libre,. En mai 2008, le deuxième album du groupe, Occidente, est publié,,, également sous licence Creative Commons, anticipé en avril 2007 par la sortie du single Grandtour.
Après une grosse activité scénique, qui comprend également d'importants festivals internationaux,,, le troisième album du groupe, È finita,,, est publié le 15 octobre 2010 sous la licence Digital Online Commons, une modification de la plus traditionnelle Creative Commons. L'album est anticipé par la vidéo de Sul tetto, qui occupe ensuite la deuxième place dans la section « vidéoclip » de MArteLive 2011.
En avril 2011, ils jouent au journée de la Terre à la Villa Borghèse avec Patti Smith et Carmen Consoli. Le 21 décembre 2012, ils annoncent sur la page d'accueil de leur site officiel la séparation du groupe.

## Membres

### Anciens membres
- Gianluca Bernardo - voix, guitare folk, textes[20]
- Claudio « Pozzio » Mancini - guitare, clavier[20]
- Luca De Giuliani - guitare électrique[20]
- Pierluigi Toni - basse, contrebasse[20]
- Gabriele Petrella - batterie, chœurs

### Membres de tournée
- Claudio Montalto - trombone
- Matteo Gabbianelli - batterie, chœurs
- Gabriele Petrella - batterie, chœurs, percussions

## Discographie

### Albums studio
- 2005 : Un'altra estate
- 2008 : Occidente
- 2010 : È finita

### EP
- 2005 : Est!

### Singles
- 2007 : Grandtour